# Großer Preis von Italien 2004
Der Große Preis von Italien 2004 (offiziell Formula 1 Gran Premio Vodafone d’Italia 2004) fand am 12. September auf dem Autodromo Nazionale di Monza in Monza statt und war das 15. Rennen der Formel-1-Weltmeisterschaft 2004.

## Berichte

### Hintergründe
Nach dem Großen Preis von Belgien stand Michael Schumacher bereits als Fahrerweltmeister fest. Er führte in der Fahrerwertung uneinholbar mit 40 Punkten vor Rubens Barrichello und mit 63 Punkten vor Jenson Button. Nach dem Großen Preis von Ungarn stand Ferrari als Konstrukteursweltmeister fest. Sie führten in der Konstrukteurswertung uneinholbar mit 125 Punkten vor Renault und mit 131 Punkten vor BAR-Honda.
Ferrari bestritt das 700. Grand-Prix-Wochenende in der Formel 1.
Mit Michael Schumacher (viermal), Barrichello, Juan Pablo Montoya und David Coulthard (jeweils einmal) traten vier ehemalige Sieger zu diesem Grand Prix an.

### Training
Die letzten sechs Teams der Konstrukteursmeisterschaft 2003 waren berechtigt, am Freitag im Training ein drittes Auto einzusetzen. Diese Fahrer fuhren am Freitag, traten aber weder im Qualifying noch im Rennen an. Anthony Davidson (BAR-Honda), Björn Wirdheim (Jaguar-Cosworth), Ryan Briscoe (Toyota), Timo Glock (Jordan-Cosworth) und Bas Leinders (Minardi-Cosworth) nahmen in dieser Funktion an den Freitagstrainings teil.
Am Freitag sicherte sich Michael Schumacher mit 1:20,526 Minuten die Bestzeit.
Am Samstag war dann Barrichello mit 1:20,555 Minuten der Schnellste vor Montoya und Button.

### Qualifying
Im ersten Qualifying, in dem die Startpositionen für das zweite Qualifying ermittelt wurden, erzielte Montoya die schnellste Zeit. Im Qualifying war dann Barrichello der Schnellste und sicherte sich mit 1:20,089 Minuten die Pole-Position. Zweiter wurde Montoya vor Michael Schumacher.

### Rennen
Der Sonntagmorgen war ziemlich regnerisch und zum Zeitpunkt des Rennstartes waren noch nasse Streckenabschnitte vorhanden, was die Reifenwahl erschwerte. Zu Beginn des Rennens überholte Alonso Barrichello; während Michael Schumacher nach einem Zwischenfall auf den 15. Platz zurückfiel. Das Rennen, welches über 53 Runden ging, gewann schließlich Barrichello vor Michael Schumacher und Button. In der Boxenwerkstatt von Minardi fing das Auto von Gianmaria Bruni Feuer, nachdem bei einem routinemäßigen Boxenstopp Kraftstoff aus dem Schlauch auf die heiße Karosserie austrat. Bruni atmete einen Teil des Löschmittels ein und hatte Probleme beim Atmen, weshalb das Team beschloss, das Auto aus dem Verkehr zu ziehen.
Montoyas Teamkollege Antonio Pizzonia erreichte eine Höchstgeschwindigkeit von 369,9 km/h (229,8 mph), die schnellste Geschwindigkeit, die zu dieser Zeit in der Formel 1 gemessen wurde (bei der Ausgabe 2005 wurde sie dann von Montoya übertroffen).
Barrichello sicherte seinen ersten Saisonsieg und mit 1:21,046 Minuten für die schnellste Runden einen neuen Rundenrekord. BAR-Honda konnte sich durch die Platzierungen 3 (Button) und 4 (Takuma Satō) in der Konstrukteurswertung an Renault vorbeischieben. Die restlichen Punkteplatzierungen belegten Montoya, Coulthard, Antonio Pizzonia und Giancarlo Fisichella.

## Meldeliste
| Team                       | Nr. | Fahrer               | Chassis        | Motor                 | Reifen |
| -------------------------- | --- | -------------------- | -------------- | --------------------- | ------ |
| Scuderia Ferrari Marlboro  | 01  | Michael Schumacher   | Ferrari F2004  | Ferrari 3.0 V10       | B      |
| Scuderia Ferrari Marlboro  | 02  | Rubens Barrichello   | Ferrari F2004  | Ferrari 3.0 V10       | B      |
| BMW.WilliamsF1 Team        | 03  | Juan Pablo Montoya   | Williams FW26  | BMW 3.0 V10           | M      |
| BMW.WilliamsF1 Team        | 04  | Antonio Pizzonia     | Williams FW26  | BMW 3.0 V10           | M      |
| West McLaren Mercedes      | 05  | David Coulthard      | McLaren MP4-19 | Mercedes-Benz 3.0 V10 | M      |
| West McLaren Mercedes      | 06  | Kimi Räikkönen       | McLaren MP4-19 | Mercedes-Benz 3.0 V10 | M      |
| Mild Seven Renault F1 Team | 07  | Jarno Trulli         | Renault R24    | Renault 3.0 V10       | M      |
| Mild Seven Renault F1 Team | 08  | Fernando Alonso      | Renault R24    | Renault 3.0 V10       | M      |
| Lucky Strike BAR Honda     | 09  | Jenson Button        | BAR 006        | Honda 3.0 V10         | M      |
| Lucky Strike BAR Honda     | 10  | Takuma Satō          | BAR 006        | Honda 3.0 V10         | M      |
| Lucky Strike BAR Honda     | 35  | Anthony Davidson     | BAR 006        | Honda 3.0 V10         | M      |
| Sauber Petronas            | 11  | Giancarlo Fisichella | Sauber C23     | Petronas 3.0 V10      | B      |
| Sauber Petronas            | 12  | Felipe Massa         | Sauber C23     | Petronas 3.0 V10      | B      |
| Jaguar Racing              | 14  | Mark Webber          | Jaguar R5      | Cosworth 3.0 V10      | M      |
| Jaguar Racing              | 15  | Christian Klien      | Jaguar R5      | Cosworth 3.0 V10      | M      |
| Jaguar Racing              | 37  | Björn Wirdheim       | Jaguar R5      | Cosworth 3.0 V10      | M      |
| Panasonic Toyota Racing    | 16  | Ricardo Zonta        | ToyotaTF104    | Toyota 3.0 V10        | M      |
| Panasonic Toyota Racing    | 17  | Olivier Panis        | ToyotaTF104    | Toyota 3.0 V10        | M      |
| Panasonic Toyota Racing    | 38  | Ryan Briscoe         | ToyotaTF104    | Toyota 3.0 V10        | M      |
| Jordan-Ford                | 18  | Nick Heidfeld        | Jordan EJ14    | Ford 3.0 V10          | B      |
| Jordan-Ford                | 19  | Giorgio Pantano      | Jordan EJ14    | Ford 3.0 V10          | B      |
| Jordan-Ford                | 39  | Timo Glock           | Jordan EJ14    | Ford 3.0 V10          | B      |
| Minardi F1 Team            | 20  | Gianmaria Bruni      | Minardi PS04B  | Cosworth 3.0 V10      | B      |
| Minardi F1 Team            | 21  | Zsolt Baumgartner    | Minardi PS04B  | Cosworth 3.0 V10      | B      |
| Minardi F1 Team            | 40  | Bas Leinders         | Minardi PS04B  | Cosworth 3.0 V10      | B      |

Anmerkungen
1. 1 2 3 4 5  Nahm nur am Freitagstraining teil.

## Klassifikation

### Qualifying
| Pos. | Fahrer               | Konstrukteur     | Q1         | Q2       | Start |
| ---- | -------------------- | ---------------- | ---------- | -------- | ----- |
| 01   | Rubens Barrichello   | Ferrari          | 1:20,552   | 1:20,089 | 01    |
| 02   | Juan Pablo Montoya   | Williams-BMW     | 1:19,525   | 1:20,620 | 02    |
| 03   | Michael Schumacher   | Ferrari          | 1:20,528   | 1:20,637 | 03    |
| 04   | Fernando Alonso      | Renault          | 1:20,341   | 1:20,645 | 04    |
| 05   | Takuma Satō          | BAR-Honda        | 1:19,733   | 1:20,715 | 05    |
| 06   | Jenson Button        | BAR-Honda        | 1:19,856   | 1:20,786 | 06    |
| 07   | Kimi Räikkönen       | McLaren-Mercedes | 1:20,501   | 1:20,877 | 04    |
| 08   | Antonio Pizzonia     | Williams-BMW     | 1:19,671   | 1:20,888 | 08    |
| 09   | Jarno Trulli         | Renault          | 1:21,011   | 1:21,027 | 09    |
| 10   | David Coulthard      | McLaren-Mercedes | 1:20,414   | 1:21,049 | Box   |
| 11   | Ricardo Zonta        | Toyota           | 1:21,829   | 1:21,520 | 10    |
| 12   | Mark Webber          | Jaguar-Cosworth  | 1:21,783   | 1:21,602 | 11    |
| 13   | Olivier Panis        | Toyota           | 1:22,169   | 1:21,841 | 12    |
| 14   | Christian Klien      | Jaguar-Cosworth  | 1:22,114   | 1:21,989 | 13    |
| 15   | Giancarlo Fisichella | Sauber-Petronas  | 1:20,357   | 1:22,239 | 14    |
| 16   | Felipe Massa         | Sauber-Petronas  | 1:20,571   | 1:22,287 | 15    |
| 17   | Nick Heidfeld        | Jordan-Ford      | keine Zeit | 1:22,301 | Box   |
| 18   | Giorgio Pantano      | Jordan-Ford      | 1:23,264   | 1:23,239 | 16    |
| 19   | Zsolt Baumgartner    | Minardi-Cosworth | 1:25,082   | 1:24,808 | 17    |
| 20   | Gianmaria Bruni      | Minardi-Cosworth | 1:23,963   | 1:24,910 | 18    |

Anmerkungen
1. ↑  Coulthard musste aus der Boxengasse starten, da an seinem Wagen Teile ausgetauscht wurden, als er unter Parc-fermé-Bedingungen stand.
2. ↑  Heidfeld erhielt aufgrund eines Motorenwechsels eine Startplatzstrafe von zehn Plätzen.
3. ↑  Heidfeld musste aus der Boxengasse starten, da an seinem Wagen Teile ausgetauscht wurden, als er unter Parc-fermé-Bedingungen stand.

### Rennen
| Pos. | Fahrer               | Konstrukteur     | Runden | Stopps | Zeit        | Start | Schnellste Runde |
| ---- | -------------------- | ---------------- | ------ | ------ | ----------- | ----- | ---------------- |
| 01   | Rubens Barrichello   | Ferrari          | 53     | 3      | 1:15:18,448 | 01    | 1:21,046 (41.)   |
| 02   | Michael Schumacher   | Ferrari          | 53     | 2      | + 1,347     | 03    | 1:21,361 (35.)   |
| 03   | Jenson Button        | BAR-Honda        | 53     | 2      | + 10,197    | 06    | 1:22,671 (13.)   |
| 04   | Takuma Satō          | BAR-Honda        | 53     | 2      | + 15,370    | 05    | 1:22,660 (32.)   |
| 05   | Juan Pablo Montoya   | Williams-BMW     | 53     | 2      | + 32,352    | 02    | 1:22,929 (32.)   |
| 06   | David Coulthard      | McLaren-Mercedes | 53     | 1      | + 33,439    | Box   | 1:22,889 (24.)   |
| 07   | Antonio Pizzonia     | Williams-BMW     | 53     | 2      | + 33,752    | 08    | 1:22,246 (32.)   |
| 08   | Giancarlo Fisichella | Sauber-Petronas  | 53     | 2      | + 35,431    | 14    | 1:22,615 (51.)   |
| 09   | Mark Webber          | Jaguar-Cosworth  | 53     | 2      | + 56,761    | 11    | 1:23,090 (53.)   |
| 10   | Jarno Trulli         | Renault          | 53     | 2      | + 1:06,316  | 09    | 1:22,855 (52.)   |
| 11   | Ricardo Zonta        | Toyota           | 53     | 2      | + 1:22,531  | 10    | 1:23,410 (52.)   |
| 12   | Felipe Massa         | Sauber-Petronas  | 52     | 3      | + 1 Runde   | 15    | 1:22,941 (50.)   |
| 13   | Christian Klien      | Jaguar-Cosworth  | 52     | 3      | + 1 Runde   | 13    | 1:23,432 (29.)   |
| 14   | Nick Heidfeld        | Jordan-Ford      | 52     | 1      | + 1 Runde   | Box   | 1:24,166 (23.)   |
| 15   | Zsolt Baumgartner    | Minardi-Cosworth | 50     | 2      | + 3 Runden  | 18    | 1:26,356 (31.)   |
| –    | Fernando Alonso      | Renault          | 40     | 2      | DNF         | 04    | 1:22,881 (31.)   |
| –    | Giorgio Pantano      | Jordan-Ford      | 33     | 2      | DNF         | 16    | 1:24,061 (13.)   |
| –    | Gianmaria Bruni      | Minardi-Cosworth | 29     | 1      | DNF         | 17    | 1:26,371 (24.)   |
| –    | Kimi Räikkönen       | McLaren-Mercedes | 13     | 0      | DNF         | 07    | 1:23,365 (11.)   |
| –    | Olivier Panis        | Toyota           | 0      | 0      | DNF         | 12    | –                |

## WM-Stände nach dem Rennen
Die ersten acht jedes Rennens bekamen 10, 8, 6, 5, 4, 3, 2 bzw. 1 Punkt(e).

### Fahrerwertung
| Pos. | Fahrer               | Konstrukteur     | Punkte |
| ---- | -------------------- | ---------------- | ------ |
| 01   | Michael Schumacher   | Ferrari          | 136    |
| 02   | Rubens Barrichello   | Ferrari          | 98     |
| 03   | Jenson Button        | BAR-Honda        | 71     |
| 04   | Jarno Trulli         | Renault          | 46     |
| 05   | Fernando Alonso      | Renault          | 45     |
| 06   | Juan Pablo Montoya   | Williams-BMW     | 42     |
| 07   | Kimi Räikkönen       | McLaren-Mercedes | 28     |
| 08   | David Coulthard      | McLaren-Mercedes | 24     |
| 09   | Takuma Satō          | BAR-Honda        | 23     |
| 10   | Giancarlo Fisichella | Sauber-Petronas  | 19     |
| 11   | Ralf Schumacher      | Williams-BMW     | 12     |
| 12   | Felipe Massa         | Sauber-Petronas  | 10     |

| Pos. | Fahrer             | Konstrukteur     | Punkte |
| ---- | ------------------ | ---------------- | ------ |
| 13   | Mark Webber        | Jaguar-Cosworth  | 7      |
| 14   | Olivier Panis      | Toyota           | 6      |
| 15   | Antonio Pizzonia   | Williams-BMW     | 6      |
| 16   | Christian Klien    | Jaguar-Cosworth  | 3      |
| 17   | Cristiano da Matta | Toyota           | 3      |
| 18   | Nick Heidfeld      | Jordan-Ford      | 3      |
| 19   | Timo Glock         | Jordan-Ford      | 2      |
| 20   | Zsolt Baumgartner  | Minardi-Cosworth | 1      |
| 21   | Ricardo Zonta      | Toyota           | 0      |
| 22   | Marc Gené          | Williams-BMW     | 0      |
| 23   | Giorgio Pantano    | Jordan-Ford      | 0      |
| 24   | Gianmaria Bruni    | Minardi-Cosworth | 0      |

### Konstrukteurswertung
| Pos. | Konstrukteur     | Punkte |
| ---- | ---------------- | ------ |
| 01   | Ferrari          | 234    |
| 02   | BAR-Honda        | 94     |
| 03   | Renault          | 91     |
| 04   | Williams-BMW     | 60     |
| 05   | McLaren-Mercedes | 52     |

| Pos. | Konstrukteur     | Punkte |
| ---- | ---------------- | ------ |
| 06   | Sauber-Petronas  | 29     |
| 07   | Jaguar-Cosworth  | 10     |
| 08   | Toyota           | 9      |
| 09   | Jordan-Ford      | 5      |
| 10   | Minardi-Cosworth | 1      |